# Luis Coordes
Luis Ángel Coordes (* 2. Januar 1999 in Santo Domingo) ist ein deutsch-dominikanischer Fußballspieler.

## Leben
Im Alter von sechs Jahren wurde Coordes von seiner Mutter nach Deutschland geholt und wuchs zunächst in Norderstedt auf. Bis dahin sprach er ausschließlich Spanisch.

## Karriere

### Vereine
Im Januar 2014 schloss sich Coordes der Jugendabteilung des VfL Lüneburg an und verblieb im Verein bis zum Juni 2015.
Am 30. Juni 2017 unterzeichnete Coordes seinen ersten Profivertrag beim FC St. Pauli, der zu Beginn der Saison 2018/19 begann. Am 12. Mai 2019 debütierte Coordes unter Trainer Jos Luhukay im Alter von 20 Jahren in der 2. Bundesliga, als er beim 0:0 gegen den VfL Bochum in der 61. Spielminute für Jan-Philipp Kalla eingewechselt wurde. Bis zum Abgang Luhukays im Sommer 2020 kam er auf insgesamt 13 Zweitligaspiele. Nachdem sein ehemaliger Jugendtrainer Timo Schultz zur Saison 2020/21 das Cheftraineramt übernommen hatte, kam er jedoch nicht mehr zum Zug. Nachdem ihn eine Knieverletzung ausgebremst hatte, spielte er ab Sommer 2021 wieder für die zweite Mannschaft der Hamburger in der Regionalliga Nord.
Im Januar 2022 schloss Coordes sich dem VfB Stuttgart an, wo er ebenfalls für die zweite Mannschaft spielte. Den VfB verließ er im Sommer 2022 wieder.

### Nationalmannschaft
Am 25. März 2021 debütierte Coordes im Rahmen der Qualifikation zur Weltmeisterschaft 2022 in der dominikanischen Nationalmannschaft.